# Гарфийлд (окръг, Вашингтон)
Вижте пояснителната страница за други населени места с името Гарфийлд.
Окръг Гарфийлд (на английски: Garfield County) е окръг в щата Вашингтон, Съединени американски щати. Площта му е 1860 km², а населението – 2210 души (2017). Административен център е град Поумрой.